# 廃村少女〜妖し惑ひの籠の郷〜
『廃村少女〜妖し惑ひの籠の郷〜』（はいそんしょうじょ～あやしまどいのかごのさと～）は、2022年12月23日にEscu:deより発売されたアダルトゲーム。
2024年3月1日にアペンド『廃村少女　アペンドパッチ ～絡艶異聞～』がダウンロード先行で販売された。

## 登場人物
籠女（かごめ）person CV:御苑生メイ（みそのお めい）
加賀美 朱理（かがみ しゅり）person CV:風鈴みすず（ふうりん みすず）
八雲 梓（やくも あずさ）person CV:乙倉由依（おとくら ゆい）
エマ・A・薬師院（えま・あーろん・やくしいん）person CV:金松由花（かねまつ ゆか）
烏野 つばめ（からすの つばめ）person CV:赤月ゆむ（あかつき ゆむ）
古戸 由良々（ふるべ ゆらら）person CV:霧島はるな（きりしま はるな）
刑部 澪（おさかべ れい）person CV:波野夏花（はの なつか）
楪 愛香（ゆずりは まなか）person CV:倉下撫子（くらした なでこ）

## スタッフ
シナリオ：薄迷/名井世それ/御導はるか/シャア専用◎
原画：あおいあいう/ちょびぺろ/佑りん/蒼瀬
プログラム：KIT
音楽：エスクード
CG監修：アーサー石井
背景監修：望月侑
デザイン：蒼瀬
ムービー：NIRAI-KANAI STUDIO

## 主題歌
「闇恋華」
歌：ひうらまさこ／作詞：葉月ゆら／作・編曲：アメディオ／Produced byアトリエピーチ